# Dewar
Dewar és un poble dels Estats Units a l'estat d'Oklahoma. Segons el cens del 2000 tenia 919 habitants.

## Demografia
Segons el cens del 2000, Dewar tenia 919 habitants, 344 habitatges, i 261 famílies. La densitat de població era de 385,7 habitants per km².
Dels 344 habitatges en un 34,3% hi vivien nens de menys de 18 anys, en un 58,4% hi vivien parelles casades, en un 12,8% dones solteres, i en un 24,1% no eren unitats familiars. En el 23% dels habitatges hi vivien persones soles el 14% de les quals corresponia a persones de 65 anys o més que vivien soles. El nombre mitjà de persones vivint en cada habitatge era de 2,67 i el nombre mitjà de persones que vivien en cada família era de 3,12.
Per edats la població es repartia de la següent manera: un 27,3% tenia menys de 18 anys, un 10% entre 18 i 24, un 24,8% entre 25 i 44, un 24,5% de 45 a 60 i un 13,4% 65 anys o més.
L'edat mediana era de 35 anys. Per cada 100 dones de 18 o més anys hi havia 92 homes.
La renda mediana per habitatge era de 30.000 $ i la renda mediana per família de 35.417 $. Els homes tenien una renda mediana de 27.625 $ mentre que les dones 18.036 $. La renda per capita de la població era de 12.188 $. Entorn de l'11,5% de les famílies i el 15,2% de la població estaven per davall del llindar de pobresa.

## Poblacions més properes
El següent diagrama mostra les poblacions més properes.